# Michela Pace

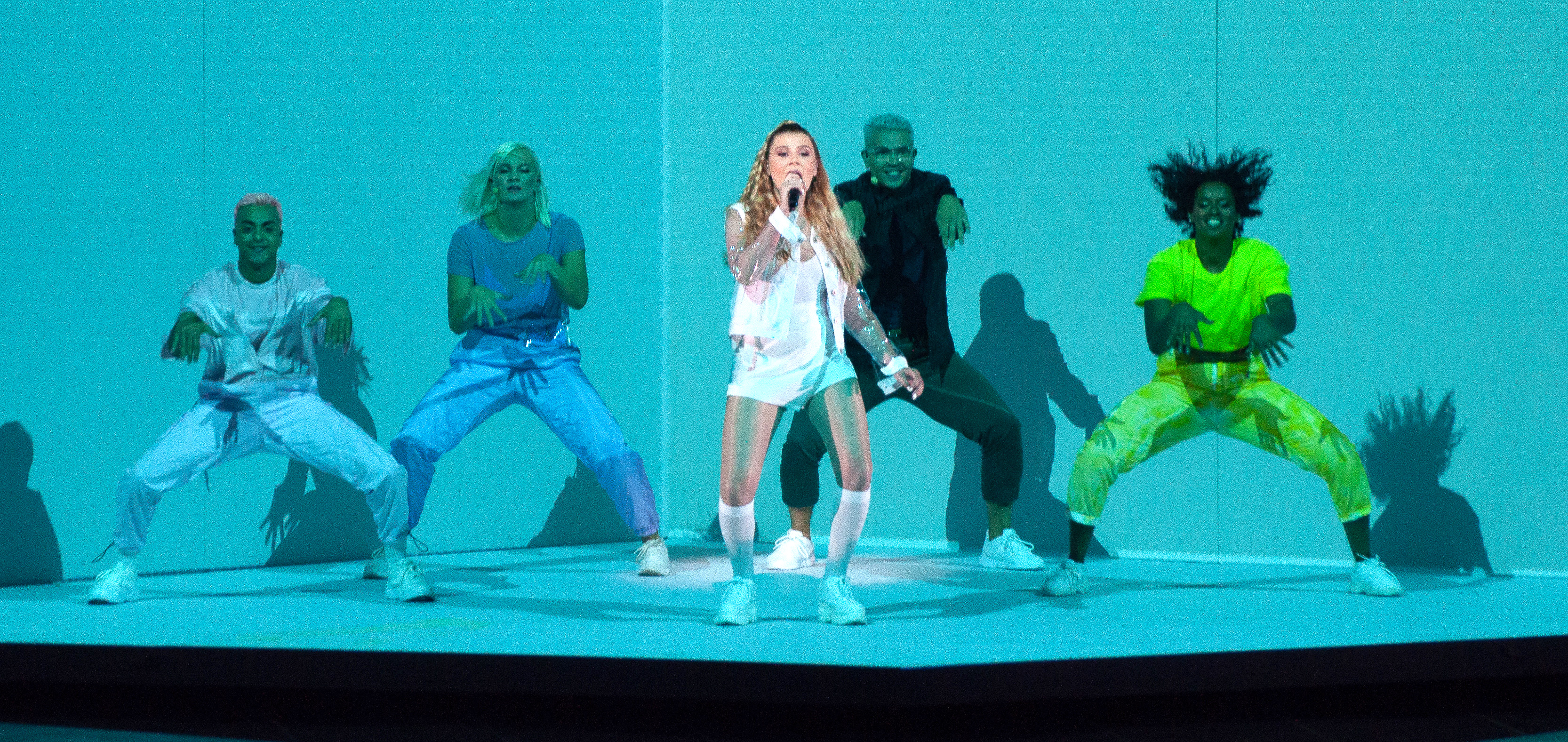
Michela Pace (2019)

Michela Pace (* 25. Januar 2001 in Gozo) ist eine maltesische Sängerin und Teilnehmerin des Eurovision Song Contests 2019.

## Leben
Michela Pace nahm 2017 an der maltesischen ESC-Vorentscheidung teil, gewann aber nicht.
2019 gewann sie die maltesische Version von X Factor, die zugleich als ESC-Vorentscheid diente. Sie vertrat daher Malta mit dem Lied Chameleon beim Eurovision Song Contest in Tel Aviv und belegte im Finale den 14. Platz.

## Diskografie

### Singles
- 2019: Chameleon

### Gastbeiträge
- 2019: Cannonball (Ira Losco feat. Michela)
- 2020: Say it first (B-OK feat. Michela)

## Auszeichnungen
- 2019: Lovin Music Awards – Best Upcoming Female & Best Music Video (Chameleon)[3]
- 2020: Malta Music Awards – Breakthrough Artist & Best Video (Chameleon), nominiert: Best Song (Chameleon & Cannonball)[4][5][6]
- 2020: Bay Music Awards – Best Music Video (Cannonball), nominiert: Best Female & Best Song (Cannonball & Say it first)[7][8]